# 諸岡なみ子
諸岡 なみ子（もろおか なみこ、1977年4月3日 - ）は、日本の元アイドル、タレントである。本名は、諸岡奈美子（読み同じ）。所属事務所はオスカープロモーション。

## 人物
千葉県生まれ。得意な楽器は、ドラム、ギター、ベースである。
『制服向上委員会』でデビューし、同グループを脱退後には、テレビ番組 『開運!なんでも鑑定団』の、「出張!なんでも鑑定団」コーナーのアシスタント、さらに1998年（平成10年）4月からは、第1期 「ワンギャル」として、バラエティー番組 『ワンダフル』に出演した。しかし、ワンギャルからは、翌年9月の卒業直前に脱退した。

### 家族・親族
大相撲の元幕内・敷島は従兄妹に当たる。

## 出演履歴

### TV
- 平成女学園（テレビ東京）
- 開運!なんでも鑑定団（1997年、テレビ東京）
- ワンダフル（1998年、TBS）
- ケータイ将軍（2003年、日本テレビ）
- QVC（商品アドバイザーとして出演）

### CM
- タカラ「日本特急旅行ゲーム」
- 雪印乳業「とろけるマヨスラ」
- 花王「バブ」（1999年）
- 花王「リーゼさらさらフォーム」（1999年）
- トヨタ自動車「買い替えモード」（1999年）
- セブン-イレブン「セブンミール」（2006年 - ）
- アクサダイレクト（2007年）
- P&G「ハイウォッシュジョイ」（2009年11月 - ）

## 出版

### 雑誌
- デラべっぴん No.134（1997年1月号、英知出版）表紙